# Pax (natuurgebied)
Pax is de naam van een natuurgebied dat ten zuiden van Oudheusden is gelegen en ingeklemd is tussen rijksweg 267 en de Heusdense Weg. Het gebied meet 24 ha en wordt beheerd door de Stichting Brabants Landschap.
Het gebied is gelegen op zware komklei. Tot in de eerste helft werd er griend op aangeplant. Daarna is er gedeeltelijk populier op geplant, terwijl een ander deel verwilderde. Naast wilgen groeien hier ook zomereik, es, gewone vlier en eenstijlige meidoorn. De kruidlaag bestaat uit ruigtekruiden die kenmerkend zijn voor een moerasbos. Tegenwoordig worden de minder vitale populieren gekapt en wordt daarvoor in de plaats zomereik, es en zwarte els aangeplant.
In het gebied ligt een plas die afkomstig is van een vroegere eendenkooi.
Broedvogels in het gebied zijn: torenvalk, bosuil, ransuil, spotvogel, matkop en zwartkop.
Een gerestaureerd smeedijzeren hek, ooit de entree van het landgoed, bevindt zich aan de verkeersweg tussen Oud-Heusden en Elshout. Terzijde hiervan bevindt zich de ingang. Er is een gemarkeerde wandeling van 3 km in het gebied uitgezet.
Aan de overzijde van deze verkeersweg bevindt zich het natuurgebied Hooibroeken.